# Denis Spitsov
Denis Sergeyevitch Spitsov (en russe : Денис Сергеевич Спицов) est un fondeur russe, né le 16 août 1996 à Vozhega. Il obtient ses premiers succès internationaux aux Jeux olympiques d'hiver de 2018 à Pyeongchang, où il remporte trois médailles, dont le bronze au quinze kilomètres. En 2021, il finit à la troisième place du Tour de ski.

## Biographie
Il commence sa carrière dans des compétitions officielles lors de l'hiver 2012-2013. Il connaît de multiples succès aux Championnats du monde junior, décrochant au total cinq podiums. En 2015, à Almaty, il gagne l'or au relais, l'argent au dix kilomètres libre et le bronze au skiathlon. En 2016, à Rasnov, il gagne l'argent au relais et le bronze au quinze kilomètres libre. 
Aux Championnats du monde des moins de 23 ans 2017, à Soldier Hollow, il remporte deux médailles de bronze sur le skiathlon et le quinze kilomètres libre.
En décembre 2017, il fait ses débuts en Coupe du monde, à Davos, où il se classe septième du quinze kilomètres libre, place synonyme de premiers points. Il est sélectionné pour le Tour de ski, où il signe le troisième temps sur la dernière étape.
Aux Jeux olympiques de Pyongchang, il remporte la médaille d'argent en relais avec ses coéquipiers Andrey Larkov, Alexey Chervotkin et Alexander Bolshunov, sous la bannière « athlètes olympiques de Russie »[réf. souhaitée].
Il remporte une autre médaille d'argent avec Alexander Bolshunov en relais sprint et une médaille de bronze en 15 km libre, épreuve gagnée par Dario Cologna, au cours des mêmes jeux.
En décembre 2018, il est troisième place au quinze kilomètres libre de Lillehammer, étape du mini-tour d'ouverture, avant de se classer huitième du Tour de ski. Il monte aussi sur deux podiums en relais cet hiver, dont une fois en gagnant à Ulricehamn et prend part aux Championnats du monde à Seefeld, sans remporter de médaille.
Après une saison 2019-2020 sans podium individuel, il établit ses meilleurs classements l'hiver suivant, où il atteint notamment le podium final sur le Tour de ski (troisième), notamment grâce au meilleur temps lors de l'ultime étape, la montée vers l'Alpe Cermis (10 kilomètres). Malgré sa quatrième place au classement distance de la Coupe du monde, il loupe la sélection pour les Championnats du monde.

## Palmarès

### Jeux olympiques
| Épreuve / Édition | Sprint                           | Sprint                           | 15 km                               | 15 km                            | Skiathlon 2 × 15 km                | 50 km | Relais                             | Relais                             |
| Épreuve / Édition | libre                            | classique                        | libre                               | classique                        | Skiathlon 2 × 15 km                | 50 km | Sprint                             | 4 × 10 km                          |
| Pyeongchang 2018  | Épreuve inexistante à cette date | —                                | Médaille de bronze, Jeux olympiques | Épreuve inexistante à cette date | 4e                                 | 20e   | Médaille d'argent, Jeux olympiques | Médaille d'argent, Jeux olympiques |
| Pékin 2022        | —                                | Épreuve inexistante à cette date | Épreuve inexistante à cette date    | —                                | Médaille d'argent, Jeux olympiques |       | —                                  | Médaille d'or, Jeux olympiques     |

Légende :
- : première place, médaille d'or
- : deuxième place, médaille d'argent
- : troisième place, médaille de bronze
- : pas d'épreuve
- — : Non disputée par Spitsov

### Championnats du monde
| Épreuve / Édition | Sprint | Sprint                           | 15 km                            | 15 km     | Skiathlon 2 × 15 km | 50 km | Relais | Relais    |
| Épreuve / Édition | libre  | classique                        | libre                            | classique | Skiathlon 2 × 15 km | 50 km | Sprint | 4 × 10 km |
| Seefeld 2019      | —      | Épreuve inexistante à cette date | Épreuve inexistante à cette date | —         | 22e                 | 28e   | —      | —         |

Légende :
- : pas d'épreuve
- — : Non disputée par Spitsov

### Coupe du monde
- Meilleur classement général : 9e en 2021.
- 1 podium individuel : 1 troisième place.
- 4 podiums en relais : 1 victoire, 2 deuxièmes places et 1 troisième place.

#### Courses par étapes
- Tour de ski
  - 3e en 2021.
  - 2 podiums d'étapes.
- Nordic Opening :
  - 3 podiums d'étape, dont 1 victoire (Alpe Cermis en 2021).

#### Classements en Coupe du monde
| Saison / Épreuve | Saison / Épreuve | Général | Général | Distance | Distance | Sprint | Sprint | Tour de ski | Finales                          | Nordic Opening | Ski Tour Canada (2016)           |
| ---------------- | ---------------- | ------- | ------- | -------- | -------- | ------ | ------ | ----------- | -------------------------------- | -------------- | -------------------------------- |
| Saison / Épreuve | Saison / Épreuve | Class.  | Points  | Class.   | Points   | Class. | Points | Tour de ski | Finales                          | Nordic Opening | Ski Tour Canada (2016)           |
| 2018             | 2018             | 20e     | 376     | 15e      | 244      | -      | -      | 13e         | 10e                              | -              | Épreuve inexistante à cette date |
| 2019             | 2019             | 18e     | 428     | 16e      | 276      | 62e    | 16     | 8e          | 37e                              | 27e            | Épreuve inexistante à cette date |
| 2020             | 2020             | 15e     | 474     | 16e      | 285      | 30e    | 63     | 11e         | Épreuve inexistante à cette date | -              | Épreuve inexistante à cette date |
| 2021             | 2021             | 9e      | 567     | 4e       | 327      | -      | -      | 3e          | Épreuve inexistante à cette date | -              | Épreuve inexistante à cette date |

Légende :
- Ab. : abandon
- - : non disputé par Spitsov, non classé
- : épreuve inxesistante

### Championnats du monde junior
- Almaty 2015 :
  -  Médaille d'or au relais.
  -  Médaille d'argent au dix kilomètres libre.
  -  Médaille de bronze au skiathlon.
- Rasnov 2016 :
  -  Médaille d'argent au relais.
  -  Médaille de bronze au quinze kilomètres libre.

### Championnats du monde des moins de 23 ans
- Park City 2017 :
  -  Médaille de bronze au quinze kilomètres libre.
  -  Médaille de bronze au skiathlon.
- Goms 2018 :
  -  Médaille d'or au skiathlon.
  -  Médaille d'argent au quinze kilomètres classique.

### Championnats du monde de rollerski
- -  Médaille de bronze au 16 km libre en 2021 à Val di Fiemme.

### Coupe d'Europe de l'Est
- 1 victoire.